# 파르반주

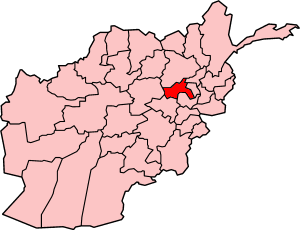

파르반주(Parvān Velāyat, 파슈토어: د پروان ولايت, 다리어: استان پروان) 또는 파르완 주(영어: Parwan Province)는 아프가니스탄 중앙부의 주로서 주도는 차리카르이다. 수도 카불의 북쪽에 있다. 아프가니스탄에서 비교적 안전한 축에 속하는 주이지만, 최근에는 공격 사례가 보고되고 있다

## 역사
기원전 329년, 알렉산드로스 대왕이 파르반에 캅카스의 알렉산드레이아로 도시를 건설하였다. 서기 792년에 이곳은 아랍인에 정복되었으며, 1221년에는 몽골인과 잘랄 앗 딘이 이끄는 호라즘 제국간에 전투가 벌어져 몽골군이 패퇴하였다. 1840년에 파르반은 제1차 영국-아프가니스탄 전쟁 당시 전투가 일어나 영국 침공군이 패하였다. 파르반의 현대사는 1937년 자발 사라즈 시에 새 직물 공장이 건설되면서 시작된다. 소련–아프가니스탄 전쟁 당시 파르반은 격전지였다. 1990년대에 이 곳은 탈레반에 대항한 강력한 저항이 일어났다. 오늘날 파르반에는 미국이 주도하는 국제 안보 지원군 지방재건팀이 2004년부터 재건 활동을 벌이고 있다.

## 주민
타지크인과 하자라인이 전체 인구의 5/7(약 71%)로 대다수를 이루며, 파슈툰인은 29% 정도이다.

파르반의 행정 구역.

.

## 같이 보기
- 바그람
- 바그람 공군기지
- 바그람 공군기지 폭탄테러